# شهادات الآباء الاثني عشر

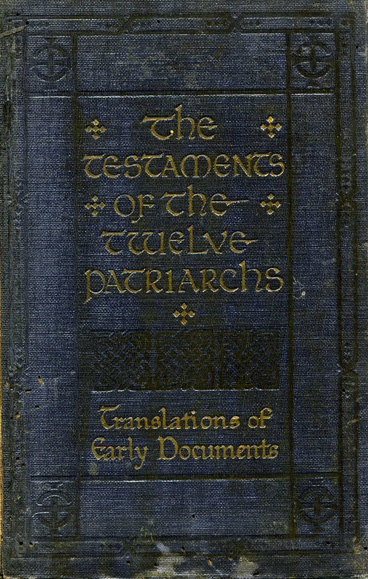

شهادات الآباء الاثني عشر كتاب أبوكريفي مزور يحوي وصايا أبناء يعقوب الاثني عشر عند موتهم، وهو جزء من الكتاب المقدس الأرمني أوسكان (1666). توجد مقاطع منه في مخطوطات البحر الميت ويعتبر من الأدب الأبوكاليبسي [الإنجليزية].

## محتوه
ينقسم العمل إلى 12 كتابًا، من المفترض أن يكون كل منها النصح الأخير لأحد زعماء القبائل المشهورين الاثني عشر. في كل عمل، يستخدم البطريرك أولاً مواد السيرة الذاتية من كل من الكتاب المقدس العبري والتقاليد اليهودية ليروي حياته الخاصة، مع التركيز على نقاط قوته أو فضائله أو خطاياه. ثم يشجع المستمعين على تقليد أحدهما وتجنب الآخر. تنتهي معظم الكتب برؤية نبوية

## مرتبته الكنسية
هذا جزء من الكتاب المقدس الأرمني الأرثوذكسي الأوسكاني الصادر عام 1666.